# Eyguians

Eyguians este o comună în departamentul Hautes-Alpes, Franța. În 1 ianuarie 2018 avea o populație de 240 de locuitori.